# NJPW Power Struggle
Power Struggle est un pay-per-view annuel produit par la New Japan Pro Wrestling (NJPW), disponible uniquement en paiement à la séance et via Ustream. Il s'est déroulé pour la première fois en 2011 et se déroule chaque année en novembre à Osaka.

## Historique
| Événement           | Date             | Lieu                        | Ville                | Spectateurs | Événement principal                                                                       |
| ------------------- | ---------------- | --------------------------- | -------------------- | ----------- | ----------------------------------------------------------------------------------------- |
| Power Struggle 2011 | 12 novembre 2011 | Osaka Prefectural Gymnasium | Osaka, Kansai, Japon | 6 000       | Hiroshi Tanahashi (c) contre Toru Yano pour le IWGP Heavyweight Championship              |
| Power Struggle 2012 | 11 novembre 2012 | Osaka Prefectural Gymnasium | Osaka, Kansai, Japon | 6 600       | Hiroshi Tanahashi (c) contre Yujiro Takahashi pour le IWGP Heavyweight Championship       |
| Power Struggle 2013 | 9 novembre 2013  | Osaka Prefectural Gymnasium | Osaka, Kansai, Japon | 6 400       | Kazuchika Okada (c) contre Karl Anderson pour le IWGP Heavyweight Championship            |
| Power Struggle 2014 | 8 novembre 2014  | Osaka Prefectural Gymnasium | Osaka, Kansai, Japon | 7 500       | Shinsuke Nakamura (c) contre Katsuyori Shibata pour le IWGP Intercontinental Championship |
| Power Struggle 2015 | 7 novembre 2015  | Osaka Prefectural Gymnasium | Osaka, Kansai, Japon | 5 128       | Shinsuke Nakamura (c) contre Karl Anderson pour le IWGP Intercontinental Championship     |